# 涅夫捷戈尔斯克 (克拉斯诺达尔边疆区)
涅夫捷戈尔斯克（羅馬化：Neftegorsk），旧称迈涅夫季（Майнефть），是俄罗斯克拉斯诺达尔边疆区的市级镇，属阿普歇伦斯克区，地处克拉斯诺达尔边疆区南部，在区行政中心阿普歇伦斯克南、边疆区首府克拉斯诺达尔东南方。
原为迈涅夫季镇，1929年设市级镇并改为现名。该地2021年人口有4,871人；2010年人口5,306；2002年人口4,724；1989年人口5,683。